# Antoine Kambanda
Antoine Kambanda (Nyamata 10 de novembre de 1958) és un sacerdot catòlic ruandès, nomenat Arquebisbe de Kigali l'11 de novembre de 2018. Amb anterioritat havia estat bisbe de Kibungo des de 2013. Documents del Vaticà l'identifiquen com a ètnic tutsi. És el primer cardenal originari de Ruanda.

## Primers anys
Antoine Kambanda va néixer el 10 de novembre de 1958 a Ruanda. A causa de la violència interètnica, la seva família es va traslladar breument a Burundi i després a Uganda, on va assistir a l'escola elemental, i després a Kenya, on va assistir a l'escola secundària. Més tard va tornar a la seva pàtria, on va assistir al Seminari Júnior de Rutongo, Kigali, (1983-1984) i al Seminari Major Sant Carles Borromeu de Nyakibanda, Butare (1984-1990).
El 8 de setembre de 1990 va ser ordenat sacerdot a Kabgayi pel Papa Joan Pau II. Després, va ser Prefecte d'Estudis de 1990 a 1993 en el seminari menor de Sant Vicent a Ndera, Kigali. Va assistir a l'Acadèmia Pontifícia Alfonsiana de Roma des de 1993 fins a 1999, on va obtenir un doctorat en teologia moral. Els seus pares i cinc dels seus sis germans, juntament amb molts altres familiars i amics, van morir en 1994 durant el genocidi ruandès contra els tutsis.

## Sacerdot
Kambanda va ser nomenat director de l'oficina de Càritas Diocesana a Kigali el 1999. Es va convertir en director del Comitè de Desenvolupament de la Diòcesi de Kigali, cap de la Comissió de Justícia i Pau de la diòcesi, i professor de teologia moral i visitant al Seminari Major de Nyakibanda. En declaracions el 2004 del genocidi ruandès de 1994, Kambanda va reconèixer que mentre alguns membres del clergat catòlic havien intentat protegir la gent, altres havien estat còmplices en els assassinats. Kambanda va assenyalar la necessitat que la pròpia Església Catòlica se sotmeti a la reconstrucció per eliminar els efectes del genocidi. Ha dit que "l'ús del sagrament de la penitència per a la reconciliació i la curació de l'odi ètnic i la reconciliació amb un mateix, amb Déu i amb els altres, seria significatiu per desenvolupar una fe caracteritzada per la confiança que superi el temor a l'altre".
En setembre de 2005 el cardenal Crescenzio Sepe el va nomenar rector del seminari major interdiocesà de filosofia a Kabgayi. El 10 de febrer de 2006 Kambanda va ser nomenat rector del Seminari Major de Sant Carles Borromeu de Nyakibanda. Hi va substituir monsenyor Smaragde Mbonyintege, qui havia estat nomenat bisbe.
El juny de 2011 va dirigir cinc-cents peregrins ruandesos a Namugongo, Uganda, per unir-se a les cerimònies del Dia dels Màrtirs per commemorar els 45 convertits cristians que van ser assassinats el 1884 pel Rei Mwanga II de Buganda. En el seu sermó, va dir que el sacrifici que feien els màrtirs havia contribuït enormement a la difusió del cristianisme a l'Àfrica mostrant als missioners que es convertien que estarien disposats a morir per la seva fe.

## Bisbe
El 7 de maig de 2013, el Papa Francesc va nomenar Kambanda bisbe de Kibungo. Va succeir Kizito Bahujimihigo, que va dimitir el gener de 2010 enmig de "greus problemes financers" a la diòcesi i amenaces per part dels bancs creditors d'embargar els actius diocesans. La Conferència Episcopal de Ruanda el va escollir per assistir al Sínode dels Bisbes l'any 2015.
El 19 de novembre de 2018, el papa Francesc el va nomenar Arquebisbe de Kigali.
El 25 d'octubre de 2020, en finalitzar l'Àngelus, el papa Francesc anuncià la seva creació com a cardenal en un consistori a celebrar el 28 de novembre.; sent creat cardenal prevere de San Sisto. És el primer cardenal originari de Ruanda.